# لیودمیلا شیشووا
لیودمیلا شیشووا (روسی: Людмила Николаевна Шишова؛ ۱ ژوئن ۱۹۴۰ – ۲۱ فوریهٔ ۲۰۰۴) شمشیرباز اهل اتحاد جماهیر شوروی سوسیالیستی بود.
وی در مسابقات کشوری و بین‌المللی در مجموع برندهٔ ۱ مدال طلا، ۱ مدال نقره شده‌است.